# Bandera de Buriatia
La bandera de Buriatia, perteneciente a la república del mismo nombre y esta a la Federación Rusa, fue aprobada el 29 de octubre de 1992. Posee forma rectangular y consta de tres bandas horizontales: azul en la parte superior, blanco en el centro y amarillo en la parte inferior. Las proporciones de las bandas son 2\4 de la parte superior y 1\4 para las otras dos.
En la parte superior izquierda de la bandera aparece en amarillo el símbolo de Buriazia, el «Soyombo», un sol, una media luna y arriba un fuego con tres lenguas. La proporción de la bandera es 1:2.

## Simbolismo
El color azul simboliza los buriatos y encarna las raíces históricas y culturales de este pueblo. El blanco representa la felicidad, la paz, la prosperidad y la unidad. Blanco y azul, dispuestos en esta secuencia, se refieren a la disposición de los colores de la bandera rusa y, en consecuencia, la membresía de Buriatia dentro de la Federación rusa. El amarillo representa la parte espiritual buriata; la mayoría de los buriatos, profesan el lamaismo, una corriente del budismo.
El soyombo buriato consta de tres elementos: el sol, la luna y el fuego. El sol es la fuente de la vida, la luz y la abundancia. La media luna es venerada por los buriatos como un sacramento, al igual que los mongoles y los turcos. El fuego es el calor, la vida, la luz, la prosperidad y el corazón. La primera lengua de la llama simboliza el pasado; el presente, segunda y la tercera, las generaciones venideras.

## Referente histórico

Bandera de Aga Buriatia

La bandera se basa en el diseño similar al del Aga Buriatia, distrito autónomo disuelto en 2008. Aunque es de sentido vertical y proporción equitativa. Actualmente se ubica en el registro estatal heráldico de la Federación de Rusia (ГГР) bajo el número 445.

## Historia

República Autónoma Socialista Soviética de Buriatia (1958-30 de mayo de 1978)
República Autónoma Socialista Soviética de Buriatia (30 de mayo de 1978-1990)